# Діаліз (урологія)

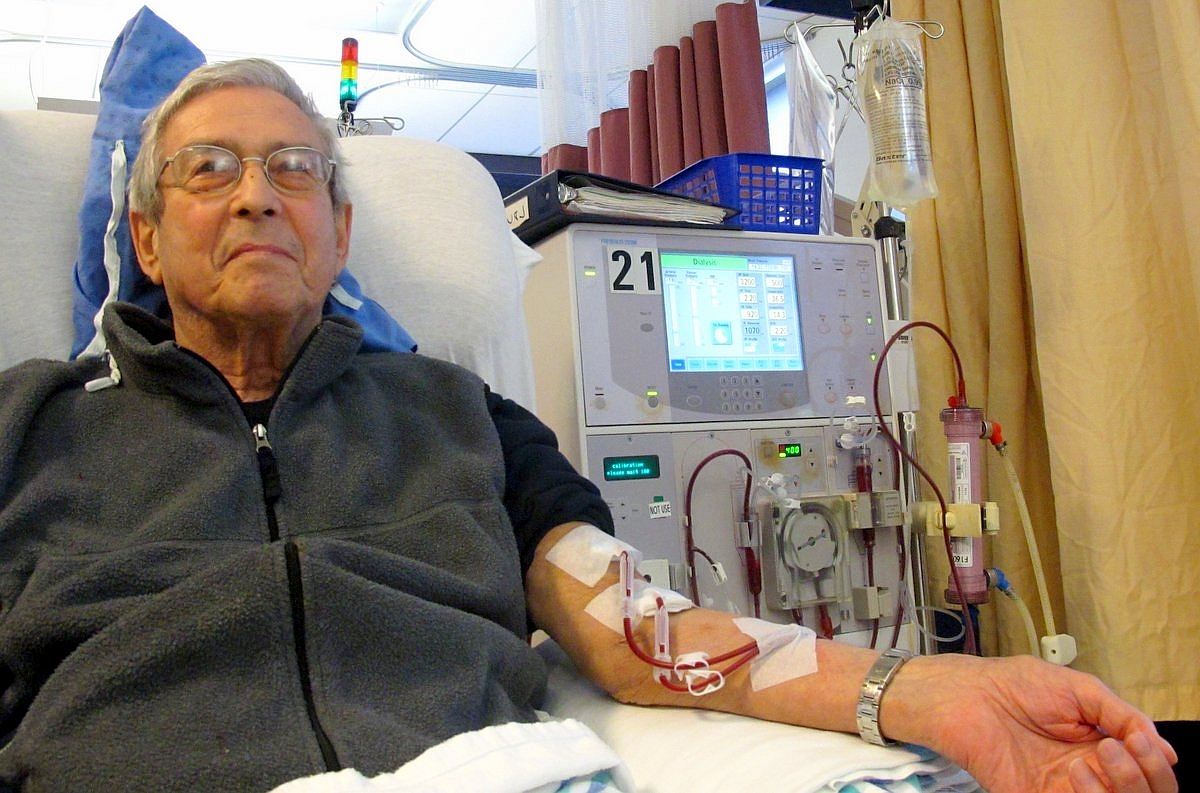
Пацієнт під час діалізу

Діаліз (від грецької διάλυσις — розчинення) — метод очищення крові, який широко використовується при нирковій недостатності. Діаліз є найважливішим при хронічній нирковій недостатності і одним з варіантів лікування гострої ниркової недостатності.
Під діалізом розуміється фільтрація через мембрану, де по один бік мембрани перебуває кров, а по інший — діалізний розчин.

## Історія
В 1924 році було проведено перше у світі «промивання крові» через напівпроникну мембрану в організмі людини. Це зробив Георг Хаас (Gregor Haas) в німецькому місті Гіссен. Однак, прорив стався тільки в 1945 році, коли Віллем Колфф (Willem Kolff) в Кампені (Нідерланди) застосував діалізатор з целофановою трубкою як напівпроникною мембраною. Така мембрана дозволила робити контрольовану очистку крові. В 1946 році Нілс Алвол (Nils Alwall) в Лунді (Швеція) розробив методику вимивання набрякової рідини з легенів і тканин (ультрафільтрація).

## Методи діалізу

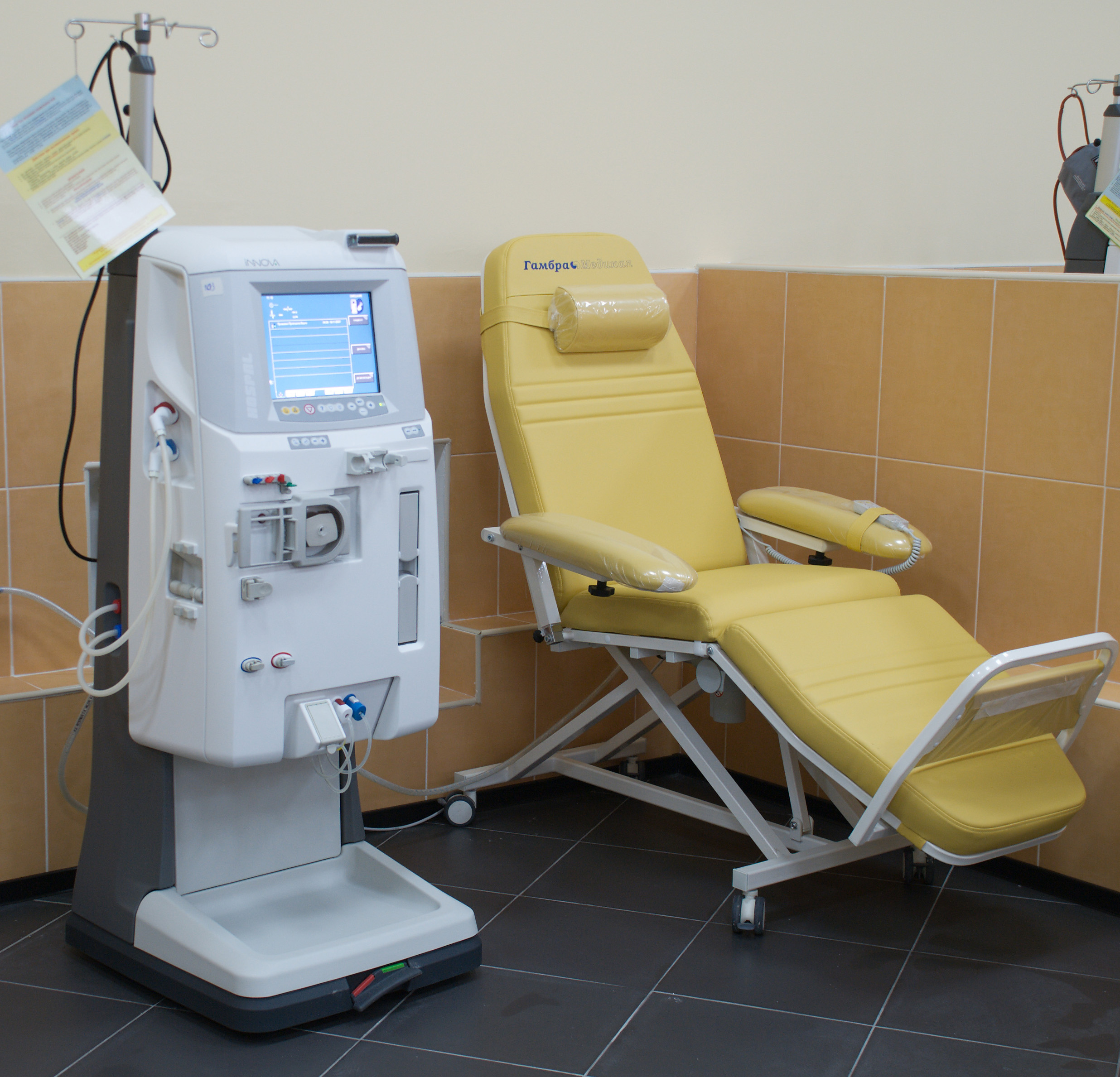
Крісло для проведення гемодіалізу

Виділяють екстракорпоральні (поза організмом) і інтракорпоральні (в організмі) методи. Найпоширенішими екстракорпоральними методами є гемодіаліз, гемодіафільтрація і гемофільтрація. До інтракорпоральних методів належить перитонеальний діаліз. До екстракорпоральних методів включають також гемоперфузію (при деяких гострих отруєннях) і аферез (замісна терапія печінки).

### Гемодіаліз

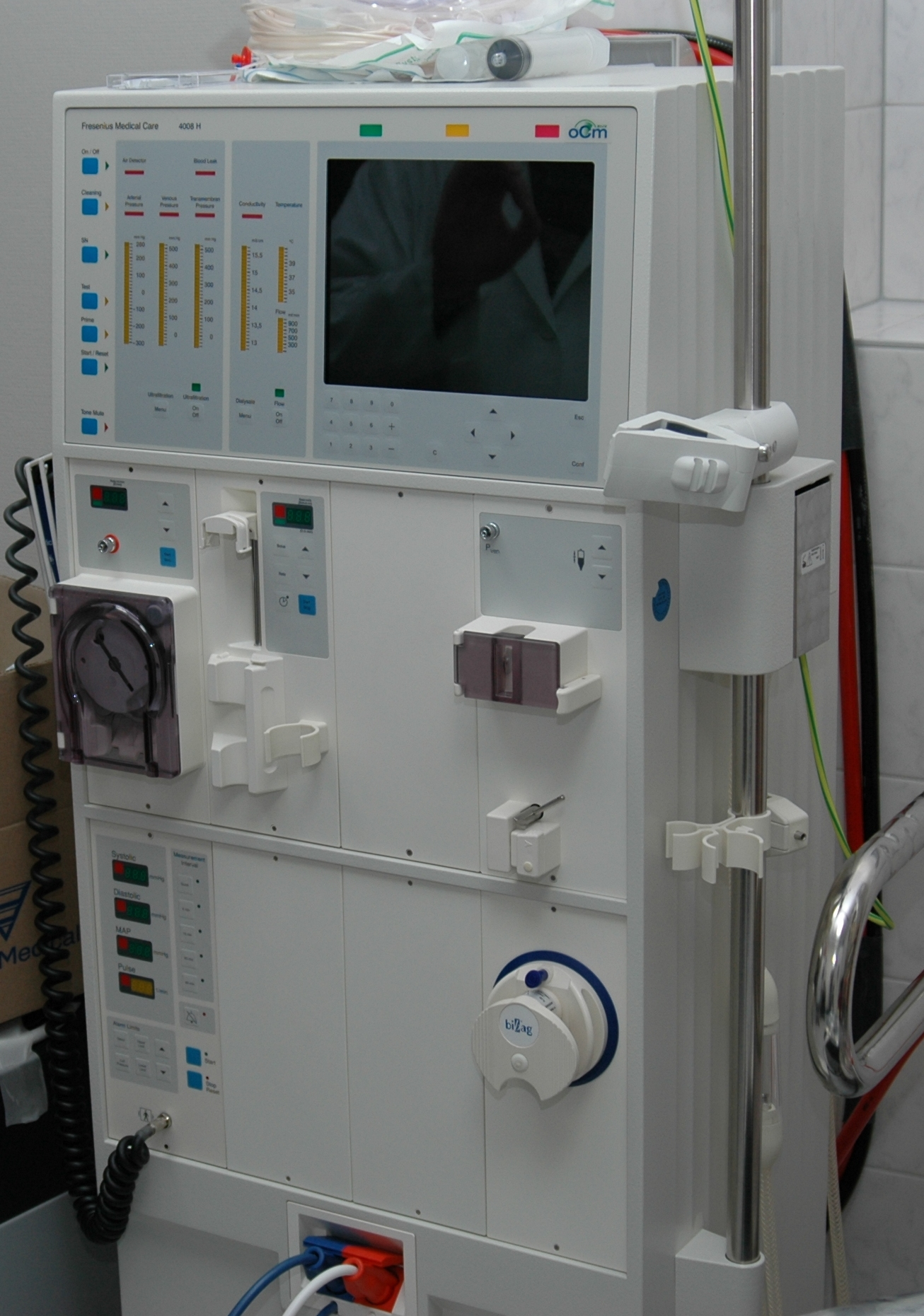
Апарат для проведення гемодіалізу

Схема гемодіалізу

«Штучна нирка» (гемодіалізатор) — це прилад, який застосовують при лікуванні хворих з нирковою недостатністю. Застосування цього методу нерідко забезпечує відновлення пацієнтів з гострою важкою нирковою недостатністю з мінімальною побічною дією. Цей прилад здатний замінити нирки на довгий період у хворих з хронічною нирковою недостатністю.
Гемодіаліз забезпечує проходження крові через трубки, які складаються з напівпроникної мембрани. Зовні трубок перебуває рідина, яка вміщує таку ж саму концентрацію розчинених речовин, що і плазма, за винятком побічних продуктів метаболізму. В результаті цього існує градієнт дифузії між кров'ю і рідиною для продуктів метаболізму. Діалізна мембрана має пори, які є дуже маленькими для того, щоб через них проходили білки плазми. Для більш маленьких розчинених речовин діалізна рідина має такі ж розчинені речовини, що і плазма, тому чистий рух цих речовин рівний нулю. З іншого боку, діалізна рідина не вміщує побічних продуктів метаболізму, тому вони легко дифундують в неї з крові.
Кров зазвичай йде з артерії, проходить через трубки гемолізатора і повертається у вену. Швидкість кровотоку, як правило, становить декілька сотень мілілітрів за хвилину, а загальна площа поверхні обміну в гемодіалізаторі близька до 10000-20000 см².

### Гемофільтрація
У гемофільтрації рідина відводиться з крові без використання розчину для промивання (діалізата). За рахунок градієнта тиску створенного насосом плазма виводиться через фільтраційну мембрану з крові (ультрафільтрація). З цим трансмембранним потоком виводяться речовини. Це дозволяє здійснювати повільну детоксикацію та, якщо необхідно, швидку зміну об'єму рідини у пацієнта. Витягнута рідина замінюється розчином електролітів. Ця процедура є автоматизовоною.
Теж саме можна проводити і без насоса, але це малоефективно і займає багато часу. А також такий метод сильно залежить від тиску крові.

### Гемодіафільтрація
Це метод очищення крові, в якому комбінують гемодіаліз і гемофільтрацію. Такий метод дозволяє проводити відносно швидку детоксикацію крові (3-5 годин) і вона є дуже ефективною, оскільки дозволяє видаляти як маленькі, так і великі молекули.
Гемодіафільтрація широко використовується у клініках для лікування гострої і хронічної ниркової недостатності.

### Гемоперфузія
Гемоперфузія не заміняє роботу нирок. Цей метод застостосовують у випадках гострого отруєння і здійснюється тільки в спеціально створених для цієї мети клініках. Кров пропускають через трубку, яка містить абсорбенти (наприклад, активоване вугілля, іонообмінні смоли). Цей метод ефективний для видалення незначної кількості субстанцій.

### Перитонеальний діаліз

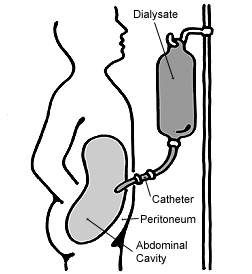
Схема Перитонеальний діалізу

Розчин солей і глюкози вводять у черевну порожнину. В черевній порожнині є багато капілярів, які працюють як напівпроникна мембрана. Метаболіти з крові переходять у розчин за градієнтом концентрації. Для повної детоксикації розчин замінюють декілька разів. Такий метод очищення крові пацієнти можуть проводити вдома і навіть у відпустці. Недоліком перитонеального діалізу є ризик того, що в черевну порожнину можуть потрапить з навколишнього середовища патогенні бактерії. Тому пацієнти повинні бути дуже ретельними і дотримуватися стерильності.